# Kiffa
Kiffa er en by i det sydlige Mauretanien, der er hovedstad i provinsen Assaba. Byen har et indbyggertal på cirka 30.000 mennesker.